# Herbertus dicranus
Herbertus dicranus är en bladmossart som först beskrevs av Thomas Taylor och Gottsche, Lindenb. et Nees, och fick sitt nu gällande namn av Vittore Benedetto Antonio Trevisan de Saint-Léon. Herbertus dicranus ingår i släktet Herbertus och familjen Herbertaceae. Inga underarter finns listade i Catalogue of Life.